# بات گاندرسهایم
شهر باد گاندرسهایم (به آلمانی: Bad Gandersheim) در ایالت نیدرزاکسن در کشور آلمان واقع شده است.